# 1991
Cette page concerne l'année 1991 (MCMXCI en chiffres romains) du calendrier grégorien.
Pour le film québécois, voir 1991 (film).
L'année 1991 est une année commune qui commence un mardi.

## Chronologie territoriale

### Monde
- 17 janvier :
  - Guerre du Golfe : début de l'offensive Tempête du désert, qui mènera à la neutralisation de l'armée irakienne;
  - Mort du roi Olav V de Norvège, dernier souverain européen régnant né avant la Première Guerre mondiale;
- 28 février : fin de la guerre du Golfe, par une victoire de la coalition.
- 30 juillet : sommet américano-soviétique, qualifié de « premier sommet de l'après Guerre froide » à Moscou.
- 31 juillet : signature à Moscou du Start 1 (strategic arms reduction talks) entre l'Union soviétique et les États-Unis, prévoyant une réduction de 30 % des armements nucléaires stratégiques, c'est-à-dire de plus de 5 500 km de portée mais leur nombre va passer de 12 081 à 10 395 pour les États-Unis et de 10 841 à 8 040 pour l'Union soviétique.
- 6 août : Tim Berners-Lee lance le World Wide Web[1], le premier site web.
- 17 septembre : l'ONU passe à 186 membres avec l'admission des deux Corées, des trois États baltes, des États fédérés de Micronésie et des Marshall[2].
- 20 décembre : fondation du Conseil de coopération nord-atlantique.
- 26 décembre : dissolution de l'Union des républiques socialistes soviétiques.
- Le prix Nobel de la paix est attribué à la Birmane Aung San Suu Kyi[3].

### Afrique
- 13 janvier : victoire de l'opposition aux élections législatives au Cap-Vert[4].
- 27 janvier : chute du gouvernement somalien du général Siad Barre, vaincu par le Congrès de la Somalie unifiée (CSU) et remplacé par le chef des rebelles Ali Mahdi Muhammad.

- 25 février-10 juin : Conférence nationale souveraine du Congo[5].
- Mars : le président Momoh se prononce pour le multipartisme en Sierra Leone
- 23 mars : guerre civile de Sierra Leone (fin le 18 janvier 2002).
- 24 mars : Nicéphore Soglo gagne l'élection présidentielle au Bénin face à Mathieu Kérékou.
- 26 mars :
  - Émeutes à Bamako. Au Mali, un coup d'État militaire dirigé par Amadou Toumani Touré met fin à 23 ans de dictature de Moussa Traoré.
  - Nouvelle constitution au Gabon[6].
- 29 mars : Amadou Toumani Touré instaure au Mali un régime de « Transition démocratique » et s'octroie la présidence du « Comité de Transition pour le Salut du Peuple » (CTSP) ; réhabilitation des « figures historiques du Mali moderne ». Alpha Oumar Konaré sera élu démocratiquement à la présidence en 1992. Cessez-le-feu entre le gouvernement malien et la rébellion touarègue.
- 12 avril : multipartisme au Togo[7].
- 22 avril : multipartisme en Centrafrique[8].
- Avril-mai : agitation politique au Cameroun.
- 8 mai : Multipartisme en Guinée-Bissau[9].
- 18 mai : guerre civile en Somalie. L'ancien Somaliland déclare unilatéralement son indépendance. Guerre des clans (1991-1996).
- 21 mai (Éthiopie) : le colonel Mengistu Haile Mariam abandonne le pouvoir après la victoire des rebelles érythréens et tigréens contre l'armée régulière.
- 28 mai : Meles Zenawi, du Front démocratique révolutionnaire du peuple éthiopien est élu président démocratiquement en Éthiopie.
- 31 mai :
  - Constitution adoptant le multipartisme au Rwanda[10]
  - Guerre civile angolaise : Signature d'un accord de paix entre le président de la République populaire d'Angola, José Eduardo dos Santos et le chef de l'UNITA, Jonas Savimbi.

- 2 juin :
  - Abolition des dernières lois d'apartheid en Afrique du Sud.
  - Constitution démocratique au Burkina Faso.
- 3-5 juin : conférence d'Abuja : les membres de l'OUA discutent de la création d'un projet de communauté économique africaine à développer en six phases d'ici 2025[11].
- 16 juin : pour la première année, la Journée de l'enfant africain est célébrée en souvenir du Massacre de Soweto.
- Juin : gouvernement provisoire du FPLE en Érythrée.

- 8 juillet - 28 août : conférence nationale au Togo.
- 9 juillet : après 30 ans de suspension, l'Afrique du Sud réintègre le mouvement olympique.
- 12 juillet : constitution instaurant le multipartisme en Mauritanie[12].
- 29 juillet :
  - Ouverture à Bamako (Mali) de la « Conférence nationale » présidée par Amadou Toumani Touré, qui, en quinze jours, adoptera un projet de Constitution, un Code électoral, une Charte des partis politiques, ainsi qu'un texte sur l'état de la Nation !
  - Conférence nationale au Niger.

- 7 août : conférence nationale au Zaïre[13] (fin en 1992).
- Août : forum pour la Restauration de la Démocratie au Kenya.
- 6 septembre : cessez-le-feu entre le Maroc et le Front Polisario ; fin de la guerre du Sahara occidental[14].
- 23-24 septembre : violentes émeutes au Zaïre. Pillage à Kinshasa et dans les grands centres urbains[15].
- 24 octobre : création de la Commission Goldstone en Afrique du Sud pour enquêter sur les violences visant à torpiller les négociations sur le démantèlement de l’apartheid.

- 30 octobre : conférence tripartite sur les élections législatives au Cameroun.

- 1er novembre : l'opposant Frederick Chiluba devient président de la Zambie après sa victoire à la présidentielle sur le président Kenneth Kaunda.
- 19-21 novembre : à Paris, le 4e Sommet de la francophonie invite les États africains à poursuivre le processus de « démocratisation ».

- 3 décembre : multipartisme aux Seychelles[16].
- 10 décembre : instauration du multipartisme au Kenya[17].
- 12 décembre : Abuja devient la capitale fédérale du Nigeria, située dans un territoire fédéral de 7 315 km2, au centre du pays pour équilibrer les pouvoirs ethniques et religieux.
- 18 décembre[18] : massacre d'Arhiba. Début de la révolte afare à Djibouti.

Algérie
- 6 janvier : à Tamanghasset, signature entre le gouvernement du Mali et les représentants de la rébellion touarègue des accords mettant un terme à la rébellion de 1990-1991.
- En mai : le FIS décide d'aller en grève pour protester contre le vote d'une nouvelle loi électorale et faire une pression sur le gouvernement de l'époque. Cette grève va cependant entrainer de violentes altercations entre les grévistes, les non-grévistes et les forces de l'ordre dans les grandes villes, notamment l'Alger et l'Oran.
- En début Juin: Les manifestants du FIS occupent encore une fois les principales places publiques de la capitale. L'armée intervient alors et tire sur les émeutiers. On relève une centaine de morts. Instauration de l'État de siège et arrestation de milliers de manifestants islamistes. Le gouvernement Hamrouche démissionne le lendemain.
- 29 novembre : attentat contre une caserne militaire à Guemmar. 3 soldats tués.

- 26 décembre : succès du Front islamique du salut (FIS) au premier tour des élections législatives en Algérie, qui remporte 188 des 430 sièges de l'assemblée nationale. Préparation d'un putsch par les généraux de l'armée.

### Amérique
- 14 janvier : Jorge Antonio Serrano Elías, président du Guatemala (fin en 1993)
- 7 février : première présidence de Jean-Bertrand Aristide en Haïti (fin le 29 septembre).
- 26 mars : traité d'Asunción entre le Brésil, l'Argentine, le Paraguay et l'Uruguay. Fondation du Mercosur, marché commun du « cône sud » de l'Amérique.
- 1er avril, Argentine : loi de convertibilité de Carlos Menem qui arrime la parité de la monnaie nationale à celle du dollar, sur une base de un austral pour un dollar, supprimant tous les contrôles de change[19].
  - Plan du ministre de l'économie Domingo Cavallo contre l'inflation en Argentine : abaissement considérable des droits de douane, privatisations massives, réformes fiscales pour accroître les recettes et réduction des dépenses, convertibilité totale de l'austral en dollars à taux fixe (en 1992, le nouveau peso vaut un dollar), interdiction faite à la banque centrale de financer les déficits budgétaires par la création de monnaie, fin de l'indexation des salaires et des contrats financiers. Grâce au plan Cavallo, l'inflation chute de 800 % par an en 1990 à moins de 5 % en 1995—un taux néanmoins trop élevé pour un peso lié au dollar, d'où une détérioration de la balance des comptes courants, une augmentation du chômage, un ralentissement de la croissance très perceptible à partir de 1995. L'année suivante, Menem renvoie Cavallo.
  - Plus de 100 000 fonctionnaires perdent leur emploi en Argentine (1991-1992), allégeant la masse salariale de l'État de 10 % et 200 000 enseignants sont transférés à la charge des provinces.
- 10 mai (Brésil) : le second « Plan Collor », entraîne la démission du ministre de l'économie, Zélia Cardoso de Mello, et d'une grande partie de son équipe. Collor, face au milieu des entreprises et aux paulistes, nomme un banquier orthodoxe, Marcilio Marques, comme ministre de l'économie, qui parvient à négocier la dette extérieure mais ne vient pas à bout de la « stagflation ».
- 15 juin : fondation du Bloc québécois.
- 19 juin : Pablo Escobar, le chef du cartel de Medellín âgé de 41 ans, considéré comme l'un des plus grands[Par qui ?] criminels du XXe siècle, se livre aux autorités colombiennes et reçoit l'assurance de ne jamais être extradé vers les États-Unis. Impliqué dans l'assassinat de trois candidats à la présidence, d'un ministre de la justice, d'un procureur de la Nation, et de plus de 200 policiers, il bénéficiera d'une sécurité maximale dans la prison tout confort qu'il a lui-même choisi.
- 4 juillet : adoption de la nouvelle constitution colombienne.
- 27 août : tornade à Maskinongé, Québec, Canada (voir Tornade de Maskinongé le 27 août 1991).
- 11 septembre : retrait d'une part des soldats soviétiques de Cuba.
- 25 septembre : Acte de New York. Début des négociations pour la fin de la guerre civile au Salvador (1991-1992). Elle a fait 80 000 morts en douze ans.
- 29 septembre : en Haïti, à la suite d'un coup d'État militaire, le président Jean-Bertrand Aristide est déposé.
- 11 octobre  au 15 octobre : La commission judiciaire du Sénat des États-Unis interroge Clarence Thomas, candidat à la Cour suprême, et Anita Hill[20].
- 13 décembre : protocole de Tegucigalpa[21]. Relance du MCCA, marché commun des pays d'Amérique centrale.
- 31 décembre : accords de paix entre le gouvernement du Salvador et le FMLN négociés par le Secrétaire général de l'ONU Javier Pérez de Cuéllar.

### Asie

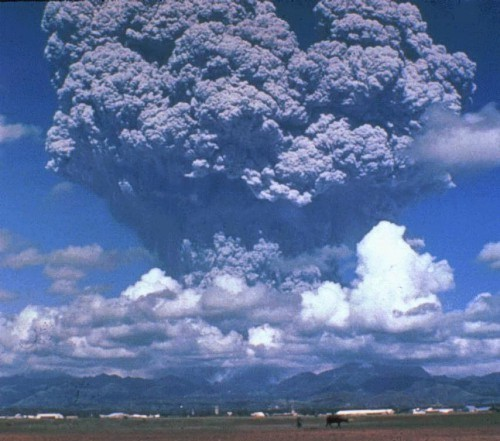
14 juin : éruption du Pinatubo.

- 10 janvier : en République populaire de Chine, la loi martiale instaurée le 20 mai 1989, est levée.
- 23 février : coup d'État militaire en Thaïlande. Une junte militaire renverse le gouvernement du général Chatichai Choonhavan, élu six mois auparavant et lui substitue un gouvernement civil provisoire. Début de la dictature du général Suchinda Kraprayoon.
- 6 mars (Inde) : Rajiv Gandhi dénonce une affaire d'écoute téléphonique qui provoque la démission du Premier ministre Chandra Shekhar.
- 16-19 avril : visite de Mikhaïl Gorbatchev au Japon. Accord frontalier sino soviétique.
- 29 avril : le cyclone Gorky au Bangladesh fait plus de 138 000 morts.
- 12 mai (Népal) : le PCN gagne les premières élections multipartites organisées depuis trente-deux ans.
- 20 mai-15 juin : nouvelles élections en Inde[22]. Le Congrès remporte les élections, sans avoir la majorité absolue. Le BJP devient le second parti de l'Inde avec 119 sièges. Sonia, veuve de Rajiv Gandhi, ayant décliné l'offre de lui succéder à la tête du Congrès, Narasimha Rao est désigné comme président du Congrès, puis Premier ministre. Il choisit son gouvernement au sein du Congrès.
- 21 mai (Inde) : Rajiv Gandhi est assassiné pendant la campagne électorale par des Tamouls.
- 26 mai :
  - Népal : le secrétaire général du parti du Congrès népalais, Girija Prasad Koirala, frère de Bisheswar Prasad Koirala, est nommé Premier ministre.
  - un Boeing 767 de la compagnie Lauda Air s'écrase en Thaïlande. Il s'agissait du vol 004. L'accident ne laisse aucun survivant parmi les 223 passagers et membres d'équipage.

- 14 juin :
  - 700 morts dans l'éruption du volcan Pinatubo aux Philippines. Importante pluie de cendres.
  - L'Assemblée des députés du peuple tibétain adopte la Charte des Tibétains en exil, future Constitution du Tibet.

- 23 juillet : fin de la guerre civile au Cambodge. Accord de paix entre les diverses factions cambodgiennes. Le pays est placé temporairement sous tutelle des Nations unies, qui est chargé de surveiller la démobilisation des forces armées, le retour des 370 000 réfugiés et la tenue d'élections libres.
- Juillet-Août (Inde) : Le gouvernement de Narasimha Rao porte de 40 à 51 % la part de capitaux étrangers dans les entreprises indiennes. Le FMI promet alors un prêt de 6 milliards de dollars.
- 8 août : Vo Van Kiet, Premier ministre du Vietnam.
- 16 septembre (Philippines) : le bail de la base américaine de Clark (aérienne) et de la base navale de Subic Bay expire. Les États-Unis négocient avec le gouvernement de Cory Aquino pour en obtenir le renouvellement pour dix ans. Après d'âpres discussions sur le montant de l'indemnité annuelle, un traité est signé, mais il est rejeté par le sénat philippin, en dépit d'un assentiment populaire fondé sur les pertes d'emplois qu'occasionnerait la fermeture des bases. Comme au même moment l'éruption du volcan Pinatubo interdit l'utilisation de l'aéroport de Clark, les États-Unis acceptent de quitter la base, puis rendent un an plus tard Subic Bay, leur plus grande base navale à l'étranger.
- 17 septembre : les deux Corée adhérentes aux Nations unies, et les deux pays signent des accords en matière d'armement nucléaire et de réconciliation.
- 23 octobre : retour du prince Norodom Sihanouk au Cambodge après un exil de 12 ans. Les accords de Paris mettent fin de la guerre au Cambodge.
- 12 novembre : massacre au Timor oriental, perpétré par les troupes indonésiennes en novembre lors d'une manifestation pour l'indépendance (peut-être 200 000 morts sur 700 000 habitants). Les combats se poursuivent entre l'armée indonésienne et les partisans du Fretilin. Les négociations menées sous l'égide des Nations unies n'aboutissent à aucune solution tangible.

- Décembre : visite du Premier ministre chinois Li Peng à New Delhi.

- Les États-Unis installent une antenne diplomatique à Hanoï afin d'organiser la recherche des militaires américains portés disparus et d'amorcer le renouveau diplomatique.
- Des relations plus cordiales reprennent entre le Vietnam et la République populaire de Chine sans que soit réglé un litige concernant les frontières maritimes entre les deux pays.

#### Asie centrale et Caucase
- 9 avril : indépendance de la Géorgie.
- Au printemps, les troupes soviétiques entreprennent de vider les villages arméniens situés sur le territoire de l'Azerbaïdjan.
- 26 mai : Zviad Gamsakhourdia président de la Géorgie.
- Août : le soviet suprême est dissout au Kazakhstan.
- 30 août : indépendance de l'Azerbaïdjan.
- 31 août :
  - Indépendance de l'Ouzbékistan (célébrée le 1er septembre).
  - Indépendance du Kirghizistan.
- 2 septembre : le Haut-Karabagh proclame son indépendance à la suite d'un référendum. À la fin de l'année les autorités azerbaïdjanaises répondent aux revendications nationalistes du Haut-Karabagh par l'abolition du statut d'autonomie. Les Arméniens répliquent en proclamant l'indépendance du Haut-Karabagh. Les combats s'intensifient (bombardements, blocus, vagues de réfugiés).
- 5 septembre : à la suite d'un coup d'État, le général Djokhar Doudaïev devient président de la République de Tchétchéno-Ingouchie.

- 9 septembre : indépendance du Tadjikistan.
- 21 septembre : référendum en Arménie. Les électeurs arméniens approuvent la déclaration d'indépendance présentée par l'URSS.
- 23 septembre : l'Arménie proclame son indépendance.

- 16 octobre : Levon Ter-Petrossian est élu, au suffrage universel, à la présidence de la République en Arménie, avec 84 % des votes.
- 27 octobre : indépendance du Turkménistan.

- 2 décembre : Rahmon Nabiev (Rakhman Nabiyev) est élu président du Tadjikistan.
  - Résurgence de l'islamisme au Tadjikistan. Des milliers de mosquées sont construites. Des combats entre procommunistes et démocrates islamistes déchirent le pays, conduisant finalement à la démission du président Rahmon Nabiev (1991-1992), chef du parti communiste de la RSS tadjike au début des années 1980.
- 16 décembre : indépendance du Kazakhstan.
- 29 décembre : Islom Karimov est réélu président de l'Ouzbékistan.

- La population de l'Ouzbékistan comprend 72 % d'Ouzbeks, 8 % de Russes, 5 % de Tadjiks et 4 % de Kazakhs.
- Au Kazakhstan, 40 % de Kazakhs coexistent avec 38 % de Russes, 6 % d'Allemands et 5 % d'Ukrainiens.

### Proche-Orient

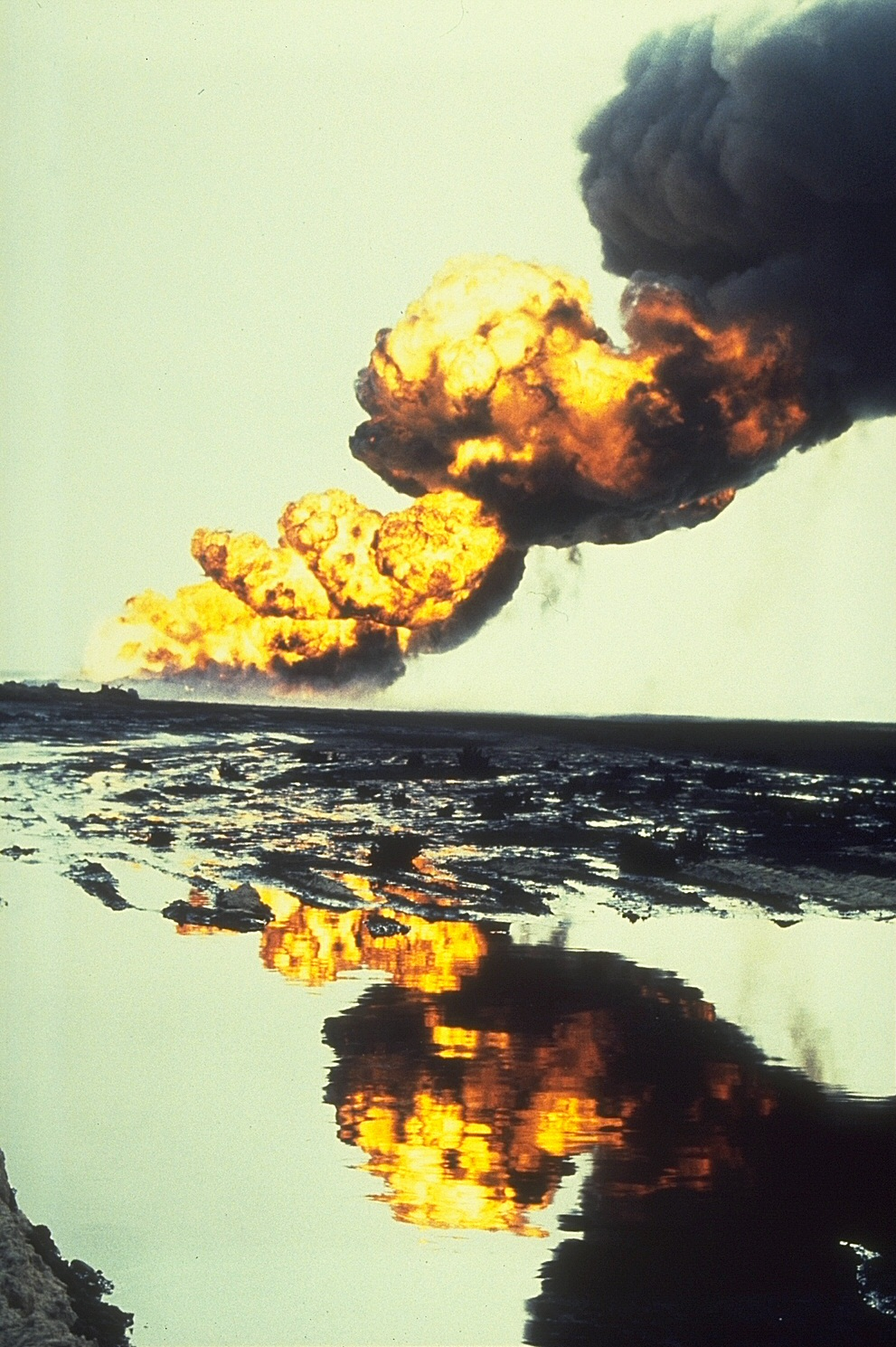
7 février : incendie des puits de pétrole koweïtiens.

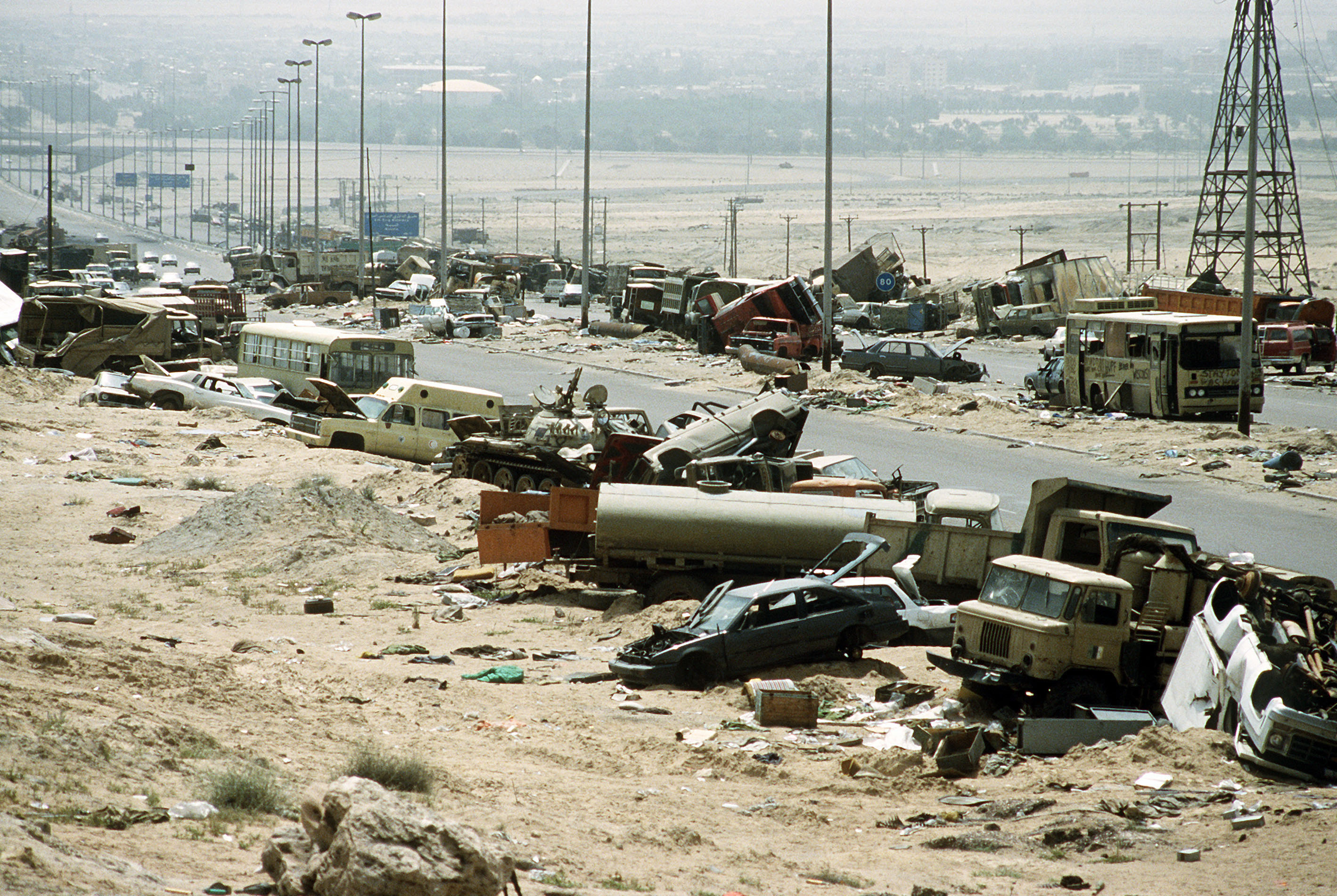
28 février : défaite des forces iraquiennes. La route de la mort.

- 9 janvier : Tarek Aziz, ministre irakien des Affaires étrangères rencontre son homologue américain James Baker à Genève. Baker menace l'Irak d'un recours à la force. Entre le 10 et le 13 janvier, le Congrès des États-Unis donne tout pouvoir au président Bush pour utiliser les forces américaines en vue de libérer le Koweït.

- 17 janvier : début de l'opération Tempête du désert, phase aérienne de l'intervention militaire alliée contre l'Irak au Koweït (jusqu'au 24 février).
- 25 janvier : l'Irak commence à déverser plusieurs millions de barils de pétrole dans le Golfe.
- 7 février : l'Irak déclenche l'incendie des puits de pétrole koweïtiens, gênant les offensives aériennes alliées.
- 15 février : jour butoir de la Résolution 678 du Conseil de sécurité des Nations unies. L'URSS envoie Ievgueni Primakov qui parvient à rouvrir le dialogue avec Saddam Hussein, qui accepte la résolution 660 mais demande en échange le retrait israélien des territoires et le départ des forces de la coalition du Golfe.
- 22 février : Primakov obtient un calendrier de retrait irakien du Koweït en trois semaines. Les États-Unis, qui veulent détruire le potentiel militaire irakien, demandent un retrait immédiat.
- 24 février : début de l'opération Sabre du désert : phase terrestre des opérations militaires alliées contre l'Irak (fin le 28 février).
- 28 février :
  - Le Koweït est libéré (mais les Irakiens incendient ses puits de pétrole) et Saddam Hussein accepte un cessez-le-feu.
  - Fin de la guerre du Golfe.
- 3 mars :
  - Dans les jours qui suivent la libération du Koweït, le régime organise une campagne de répression contre les collaborateurs supposés des Irakiens, essentiellement les populations palestiniennes. Plusieurs milliers de personnes sont victimes d'exécutions sommaires, puis le gouvernement lance une action plus régulière avec jugements. 300 000 Palestiniens sont expulsés et se réfugient en partie en Jordanie.
  - Insurrection en Irak. La coalition ne marche pas sur Bagdad de peur de déstabiliser la région. Saddam Hussein se maintient au pouvoir en Irak et règne par la terreur. Sa garde républicaine restée intacte écrase les rébellions kurdes au nord et chiite au sud. Les insurgés chiites se replient sur l'Iran à la mi-mars.
- 6 mars : déclaration de Damas établissant une coopération et une coordination entre les États membres du Conseil de coopération du Golfe, la Syrie et l'Égypte. Une « force arabe de paix » destinée à « assurer la sécurité et l'intégrité des États arabes du Golfe » est mise en place.
- Début avril, les Kurdes fuient par milliers d'Irak vers la Turquie.
- 5 avril : l'ONU réagit à la répression contre les Kurdes et les Chiites révoltés par Saddam Hussein par la résolution 688 qui exprime sa préoccupation pour le sort des populations civiles irakiennes et considère que la répression menace la paix et la sécurité de la région.
- 13 avril : les Américains lancent l'opération Provide comfort destinée à apporter une aide humanitaire aux Kurdes. Une zone d'exclusion aérienne est créée et les régions kurdes acquièrent une autonomie de fait, renforcée par les négociations entre les mouvements kurdes et le régime irakien. Les réfugiés kurdes peuvent rentrer. Les deux partis kurdes (PDK et UDK) entrent en rivalité pour le contrôle de la région.
- 8 mai : Moubarak annonce le retrait des forces égyptiennes du Koweït et de l'Arabie saoudite.

- Juillet (Liban) : les Palestiniens du Liban-Sud sont désarmés et l'OLP pratiquement interdite. L'entrée de l'armée libanaise dans la zone sous le contrôle de la FINUL entraîne la réaction d'Israël.
- Automne (Liban) : les milices évacuent l'agglomération de Beyrouth.
- 30 octobre : conférence de paix israélo-arabe, à Madrid, sous le parrainage des États-Unis et de l'URSS, et avec la participation de l'OLP, des israéliens, des Jordaniens et des Syriens, pour assurer la stabilité du Proche-Orient par le règlement pacifique du contentieux arabo-israélien. Les conversations qui se poursuivent à Washington n'aboutissent pas, car le Premier ministre israélien Yitzhak Shamir, obsédé par la sécurité de son pays, se montre de plus en plus méfiant vis-à-vis des États-Unis. Le gouvernement américain, furieux de la poursuite d'installation de colons juifs dans les territoires occupés, en vient à refuser sa garantie à des emprunts israéliens.
- 21 décembre (Liban) : Omar Karamé forme un gouvernement dans lequel certains chefs de milices obtiennent des portefeuilles (Samir Geagea, Elias Hobeika, Walid Joumblatt, Soleimane Frangié). La stabilisation politique est rétablie au début 1992.

- Égypte : épreuve de force des islamistes contre le régime, essentiellement en Haute Égypte. Le régime prolonge l'état d'urgence et proclame une loi « contre la subversion armée » (8 juillet 1992[23]).
- Des manifestes accusant le régime d'avoir fait de l'Arabie saoudite un protectorat américain sont diffusés. Les opposants se regroupent dans un « comité de défense des droits légitimes » et exigent, au nom de la loi islamique, une véritable représentation politique et une participation au pouvoir. Le régime répond par une répression policière et contraint les opposants à s'exiler. Le roi Fahd tente une politique d'ouverture politique : le 1er mars 1992[24] il forme un conseil consultatif de 60 membres nommés, choisit dans les mêmes milieux sociaux que ceux des islamistes. Une loi fondamentale du royaume fixe pour la première fois le rôle de la monarchie et de la famille royale.
- L'Arabie saoudite finance la moitié de l'effort de guerre, soit environ 50 milliards de dollars. Le royaume décide d'augmenter sa production en profitant de l'absence de l'Irak sur le marché et passe de 5,4 millions de barils par jour en 1990 à 8 millions en 1991. Ces mesures n'empêchent pas l'Arabie saoudite de connaître une crise financière, accentuée par des achats massifs et inconsidérés d'armements.

### Europe

#### Europe occidentale
- 17 janvier : mort du roi Olav V de Norvège ; son fils lui succède comme le roi Harald V.
- 21 mars : abolition de la poll tax au Royaume-Uni.
- 15 avril : inauguration à Londres de la banque européenne pour la reconstruction et le développement, présidée par Jacques Attali.
- 1er mai : publication de la troisième encyclique sociale de Jean-Paul II, Centesimus annus, qui conclut à la défaite du communisme, tout en refusant d'y voir la victoire du capitalisme.
- Mai : grèves en Espagne.
- 20 juin (Allemagne) : Le Bundestag vote à une faible majorité (337 voix contre 320) le transfert de la capitale de Bonn à Berlin pour 1999.
- Juin : en Irlande, catholiques et protestants commencent à négocier.
- Juillet : charte des citoyens au Royaume-Uni.
- Août : exode massif d'Albanais, 20 000 personnes au minimum, vers l'Italie du Sud. Le gouvernement répond par des mesures d'urgence suivies par des rapatriements forcés.
- 18 juillet : assassinat de l'homme politique socialiste belge André Cools.
- 19 septembre : découverte de Ötzi l'homme des glaces.
- 29 septembre : le Parti social-démocrate d'Allemagne (SPD) de Klaus Wedemeier perd la majorité absolue, qu'il détenait depuis 1955 au parlement du Land de Brême.
- 4 octobre :
  - Défaite électorale du parti social démocrate en Suède. Carl Bildt devient Premier ministre en Suède d'une coalition réunissant les partis modérés, du centre, libéral et démocrate-chrétien.
  - Adoption en Suisse de la loi fédérale sur les Écoles polytechniques fédérales (EPF).
- 6 octobre (Portugal) : les conservateurs perdent 13 sièges aux législatives mais conservent la majorité absolue (50,6 % des voix et 135 députés sur 250).
- 22 octobre : la CEE et l'AELE signent le traité créant l'EEE.
- 31 octobre (Portugal) : Anibal Cavaco Silva forme son troisième gouvernement.
- 9 décembre : traité de Maastricht, qui sera signé en février 1992.
- Décembre : le gouvernement de John Major signe les accords de Maastricht mais rejette le chapitre social.

- Politique libérale en Suède : privatisation de 35 entreprises d'État, réduction importante des dépenses gouvernementales (y compris dans le domaine des prestations sociales), ouverture du pays à l'implantation d'industries étrangères.

#### Europe orientale
- Réouverture de l'Alliance française Ostrava, après 50 ans de fermeture.
- 8 janvier : par un acte unilatéral et illégal, la banque nationale serbe - investie par un vote secret et unilatéral de l'Assemblée de la république de Serbie en date du 28 décembre 1990 - opère un détournement sans précédent dans le système monétaire yougoslave. Pas moins de 18,2 milliards de dinars (1,8 milliard de dollars) en argent scriptural sont placés illégalement à la disposition de la banque centrale de Serbie sans que ces moyens-là aient la moindre couverture légale. Le premier ministre fédéral, Ante Marković, qualifiera cet acte de « pillage du siècle », considérant qu'il signe l'arrêt de mort de la fédération yougoslave.
- 13 janvier : répression des manifestations indépendantistes dans les pays baltes : 14 morts à Vilnius en Lituanie.
- 21 janvier : répression des manifestations indépendantistes dans les pays baltes : 4 morts à Rīga en Lettonie.
- 25 février : lors d'une réunion de ses États-membres à Budapest (Hongrie), le Pacte de Varsovie, la décision de dissoudre le pacte en tant qu'organisation militaire, le 1er juillet 1991 est prise.
- 26 février : une région autonome serbe de Slavonie, Baranya et Syrmie occidentale est proclamée par des séparatistes serbes à l'est de la Croatie.
- 17 mars(Union soviétique) : référendum sur la question « pensez-vous qu'il est essentiel de préserver l'URSS sous forme d'une fédération renouvelée de républiques souveraines et égales où les droits et les libertés de chacun, quelle que soit la nationalité, seront pleinement garantis ? ». 76,4 % des électeurs répondent oui dans les neuf républiques où a lieu la consultation ; six républiques (Estonie, Lettonie, Lituanie, Moldavie, Arménie, Géorgie), refusent d'y participer. Le même jour, les Russes décident que leur président sera désormais élu au suffrage universel. À Novo-Oragedo, près de Moscou, les neuf républiques concernées rédigent avec la Russie un traité qui leur transfère une grande partie des pouvoirs réservés jusqu'alors au centre, tout en conservant un président, élu directement par le peuple, à la tête d'une Union des Républiques Souveraines Soviétiques. Le traité doit être signé le 20 août.
- 31 mars : victoire du parti communiste albanais aux premières élections libres car les ruraux sont attachés au statu quo, tandis que les citadins préfèrent l'opposition. L'exode vers l'Italie reprend. Une grève générale contraint Ramiz Alia à constituer un gouvernement d'union nationale. Le parti communiste change de nom pour devenir le parti socialiste albanais.
- 1er avril : la Région autonome serbe de Krajina fait sécession de la Croatie.
- 9 avril : indépendance de la Géorgie.
- Mai : une crise constitutionnelle éclate lorsque la Serbie et ses alliés bloquent l'installation d'un Croate à la tête de la présidence collective de la Yougoslavie.
- 12 mai : référendum dans la province serbe de Krajina (Croatie) pour le maintien dans la Yougoslavie.
- 19 mai : référendum pour l'indépendance de la Croatie.

26 juin : début de l'explosion de la Yougoslavie.

- 21 mai : le Soviet suprême de l' Union soviétique vote un projet de loi libéralisant les voyages à l'étranger et l'émigration.
- Juin : les troupes d'Union soviétique entament leur retrait de Hongrie et de Tchécoslovaquie.
- 12 juin : élection de Boris Eltsine comme président de la république de Russie. Alexandre Routskoï, vice-président.
- 12 juin : les habitants de Leningrad se prononcent par référendum pour que leur ville reprenne son nom d'origine, Saint-Pétersbourg.
- 19 juin : l'Albanie devient le trente-cinquième État participant à la Conférence sur la Sécurité et la Coopération en Europe (CSCE)
- 25 juin :
  - Indépendance de la Croatie.
  - Indépendance de la Slovénie : début de l'explosion de la Yougoslavie.
    - La Slovénie et la Croatie, partisanes d'une confédération avec des pouvoirs limités à la politique étrangère, à la défense et à la monnaie, s'opposent à la Serbie et au Monténégro, qui veulent une fédération plus centralisée, alors que la Macédoine et la Bosnie-Herzégovine cherchent un compromis. Le gouvernement fédéral ordonne à l'armée, dominée par les Serbes, d'éliminer les sécessionnistes.
- 27 juin : intervention militaire fédérale yougoslave (serbe en fait) en Slovénie.
  - Une guerre de dix jours a lieu en Slovénie, terminée par la défaite de l'armée fédérale serbe.
- 28 juin : dissolution du CAEM (COMECON) à Sofia, Bulgarie.
- 1er juillet : dissolution du Pacte de Varsovie.
- 19 juillet : début de la guerre entre Croates et Serbes en Yougoslavie.
  - La guerre en Croatie oppose les troupes fédérales et les milices serbes aux forces croates pendant sept mois. En Bosnie-Herzégovine comme en Croatie, les Serbes forment des Régions autonomes serbes (RAS). Le refus de ces RAS par le gouvernement bosnien conduit au conflit armé entre les Serbes et les non-Serbes.
- 18 août : tentative ratée de putsch communiste en URSS voulant réimposer un contrôle communiste centralisé. Gorbatchev est placé en résidence surveillée en Crimée. Des troupes sont déployées dans les rues de Moscou. Mais le putsch est mal préparé. En quatre jours, les réformateurs menés par le président russe Boris Eltsine maîtrisent le coup d'État et commencent à démanteler l'appareil du parti.
- 20 août : rétablissement de l'indépendance de l'Estonie. Manifestations devant le Parlement.
- 21 août : affrontements autour du Parlement, 3 morts. Eltsine prend le commandement des forces armées. Gorbatchev rentre à Moscou dans la nuit.
- 22 août : arrestation des putschistes.
- 23 août : sur la demande de B. Eltsine, M. Gorbatchev signe un décret interdisant le PCUS.
- 24 août : indépendance de l'Ukraine.
- 25 août : indépendance de la Biélorussie.
- 27 août : indépendance de la Moldavie - Fête nationale.
- Août : attaque massive de l'armée serbe en Slavonie occidentale (Croatie).
- 5 septembre : avec l'Union soviétique au bord de l'explosion, le Congrès des députés du peuple accepte d'instaurer un gouvernement de transition au sein duquel un Conseil d'État, dirigé par Gorbatchev et comprenant les présidents des Républiques participantes, exercerait des pouvoirs d'exception. Le parti communiste est dissous et ses biens confisqués.
- 6 septembre : le gouvernement soviétique reconnaît officiellement l'indépendance de la Lituanie, de l'Estonie et de la Lettonie. les pays baltes deviennent membres de l'Organisation des Nations unies à la fin septembre.
- 10 septembre : le gouvernement soviétique reconnaît officiellement l'indépendance de l'Arménie.
- 8 septembre : référendum sur l'indépendance en Macédoine.
- 26 septembre : référendum clandestin sur l'indépendance du Kosovo.
- Octobre : traité d'union économique entre neuf républiques de l'URSS : la propriété privée et la libre entreprise sont les bases de la reprise économique.
- 11 octobre : suppression du KGB.
- 15 octobre :
  - Référendum clandestin sur l'indépendance du Sandjak.
  - Vote du parlement Bosnien sur la souveraineté.
- 27 octobre : élections législatives libres en Pologne. Une majorité parlementaire ne se dégage pas, et une trentaine de partis sont représentés à la Diète.

8 décembre : Communauté des États indépendants.

- 1er décembre : l'Ukraine vote par référendum son indépendance.
- 8 décembre-21 décembre : sommet de Minsk. La Russie, la Biélorussie et l'Ukraine créent la CEI (Communauté des États indépendants), l'URSS est dissoute. Le traité sera confirmé à Alma-Ata.
- 9 décembre : en Pologne, Lech Wałęsa est élu président de la République.
- 12 décembre : Leonid Kravtchouk, ancien chef du parti communiste ukrainien, président de l'Ukraine.
- 16 décembre : le Kazakhstan devient indépendant.
- 21 décembre(Conférence d'Alma-Ata,Kazakhstan) : fin de l'URSS. Sept autres républiques de l'URSS rejoignent la CEI : l'organisation se dote d'un conseil des chefs d'état et d'un conseil des chefs de gouvernement, la Russie récupère les armes nucléaires de l'Ukraine, de la Biélorussie, du Kazakhstan.
- 24 décembre : la Russie est reconnue par les Occidentaux comme État continuateur de l'Union soviétique et lui succède au Conseil de sécurité des Nations unies.
- 25 décembre : Mikhaïl Gorbatchev démissionne de son poste de président de l'Union soviétique puis transmet à Boris Eltsine, président de la Russie, le contrôle de l'armement nucléaire.
- 26 décembre : le Soviet suprême se réunit et dissout formellement l'URSS.
- Décembre : les dirigeants de la Transnistrie proclament leur indépendance vis-à-vis de la Moldavie.

- Le gouvernement hongrois signe des accords de coopération avec la Pologne, la République tchèque, la Slovaquie, la Russie et l'Ukraine (1991-1992).
- Au début de l'année, en Tchécoslovaquie, 98 % du PIB provient encore du secteur étatique. Trois méthodes sont prévues pour privatiser : la restitution à leurs anciens propriétaires des actifs nationalisés par le régime communiste ; la transformation des entreprises d'État en sociétés de droit privé vendues à des particuliers ; la distribution de coupons (vouchers) gratuits à la population.
- L'Union soviétique sombre dans la dépression économique. Chaque république se replie sur elle-même et procède à des échanges avec ses voisines sous forme de troc ; l'espace économique se fragmente ; nombre de productions baissent d'environ 10 %. L'inflation commence à atteindre des niveaux vertigineux. Le pouvoir, paralysé, n'ose pas prendre les mesures économiques qui s'imposent.
- Le Soviet Suprême légalise la « dénationalisation » des entreprises d'État en URSS.

### Océanie, Antarctique et Pacifique
- 23 janvier : déclaration Honiara[25]. Accord de paix entre les séparatistes de Bougainville et la Papouasie-Nouvelle-Guinée.
- 4 octobre : accord sur le protocole de Madrid sur la protection de l'environnement concernant l'Antarctique après deux ans de lobbying de la France et de l'Australie.
- 20 décembre : Paul Keating, devient Premier ministre travailliste en Australie (fin en 1996).

## Distinctions internationales

### Prix Nobel
Les lauréats du Prix Nobel en 1991 sont :
- Prix Nobel de physique : Pierre-Gilles de Gennes
- Prix Nobel de chimie : Richard R. Ernst
- Prix Nobel de physiologie ou médecine : Erwin Neher et Bert Sakmann
- Prix Nobel de littérature : Nadine Gordimer
- Prix Nobel de la paix : Aung San Suu Kyi
- « Prix Nobel » d'économie : Ronald Coase.

### Autres prix
- Prix Pritzker (architecture) : Robert Venturi.

## Décès en 1991

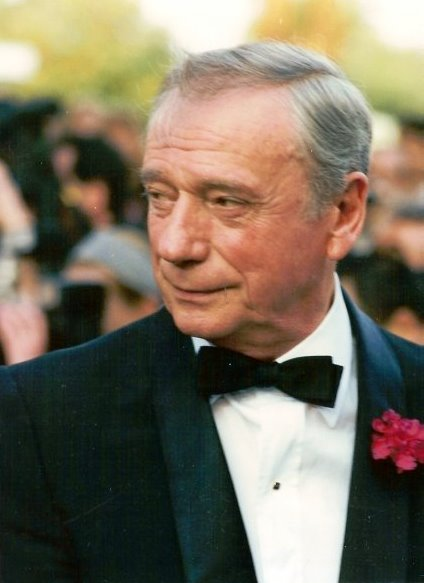
Yves Montand.

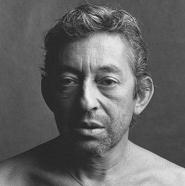
Serge Gainsbourg.

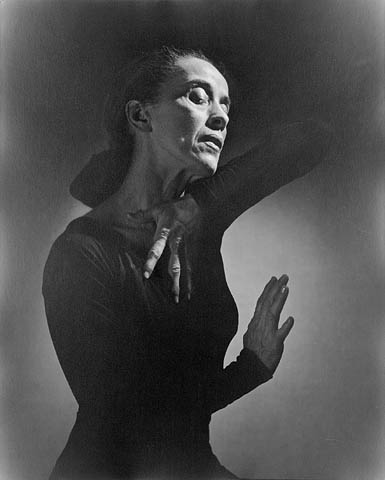
Martha Graham.

Personnalités majeures décédées en 1991
- 21 février : Margot Fonteyn (danseuse britannique)
- 2 mars : Serge Gainsbourg (chanteur français)
- 1er avril : Martha Graham (danseuse et chorégraphe américaine)
- 3 avril : Graham Greene (écrivain britannique)
- 16 avril : David Lean (cinéaste britannique)
- 21 mai : Rajiv Gandhi (homme politique indien)
- 10 juin : Vercors (romancier français)
- 3 septembre : Frank Capra (cinéaste américain)
- 28 septembre : Miles Davis (compositeur et trompettiste de jazz américain)
- 2 novembre : Mort Shuman (chanteur américain d'expression française)
- 7 novembre : Gaston Monnerville (homme politique français)
- 9 novembre : Yves Montand (chanteur et acteur français)
- 24 novembre : Freddie Mercury (chanteur du groupe Queen)